# Método comunicativo
o Método Comunicativo é uma abordagem no ensino de línguas que prima pelo foco no sentido, ou seja, no significado, na interação entre os falantes, sua intenção e funções língüísticas. O ensino de paradigmas gramaticais fica em segundo plano ou é inteiramente suprimido.
Numa aula por este método, o professor age como coordenador e facilitador da aprendizagem, providenciando materiais e circunstâncias para que o aluno pense e interaja na língua-alvo. Normalmente são realizadas tarefas em pares ou grupos, colaborativas ou dramatizações.
O objetivo do método comunicativo é criar condições que ajudem na aquisição de um desempenho real numa nova língua através da prática com atividades que simulam uma interação verdadeira sobre tópicos reais e preferencialmente conflituosos.
Um ponto forte é que este método se foca na capacidade do aluno em transmitir as suas idéias na língua alvo.
Um problema que pode ocorrer é que professores da mesma região ou origem que os alunos, entendem facilmente todos os erros que os estudantes fazem, porque estão acostumados com estes erros. Isso pode fazer o ensino da língua pouco eficiente.